# Фунафути (аэропорт)
Международный аэропорт Фунафути (англ. Funafuti International Airport, (ИАТА: FUN, ИКАО: NGFU)) — аэропорт Фунафути, столицы островного государства Тувалу. Единственный аэропорт страны.
Аэропорт был построен в 1943 силами ВМС США. Аэропорт находится на высоте 3 метра над уровнем моря.
Взлетно-посадочная полоса имеет длину 1524 метра, однако не освещается. Также отсутствует радиосвязь УКВ и аэронавигационное оборудование, поэтому возможность полетов ограничена и существует только в дневное время.
Аэропорт необычен тем, что из-за ограниченного пространства на атолле взлётная полоса используется как зона для различных общественных мероприятий.

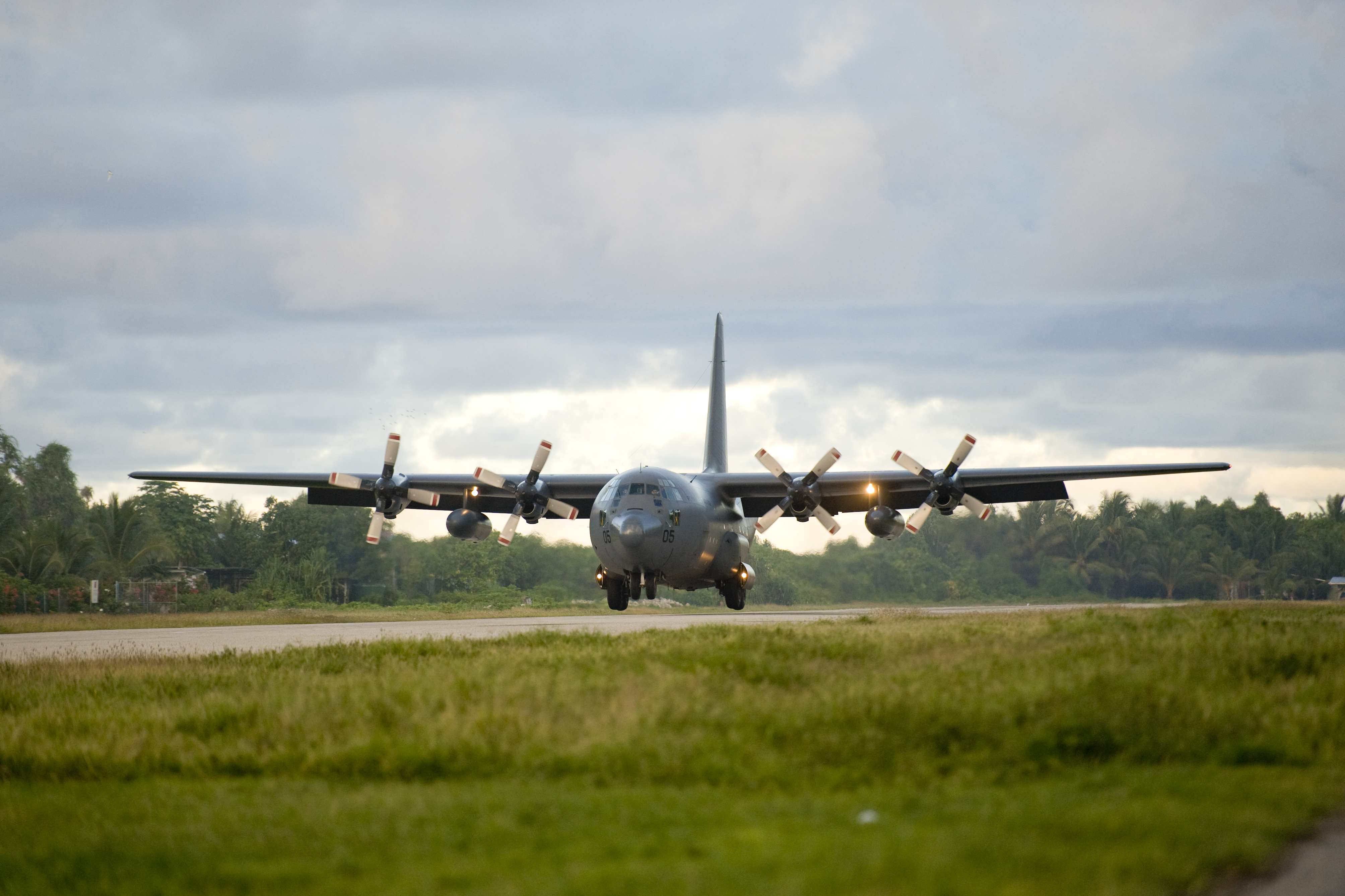
Посадка самолёта в международном аэропорту Фунафути
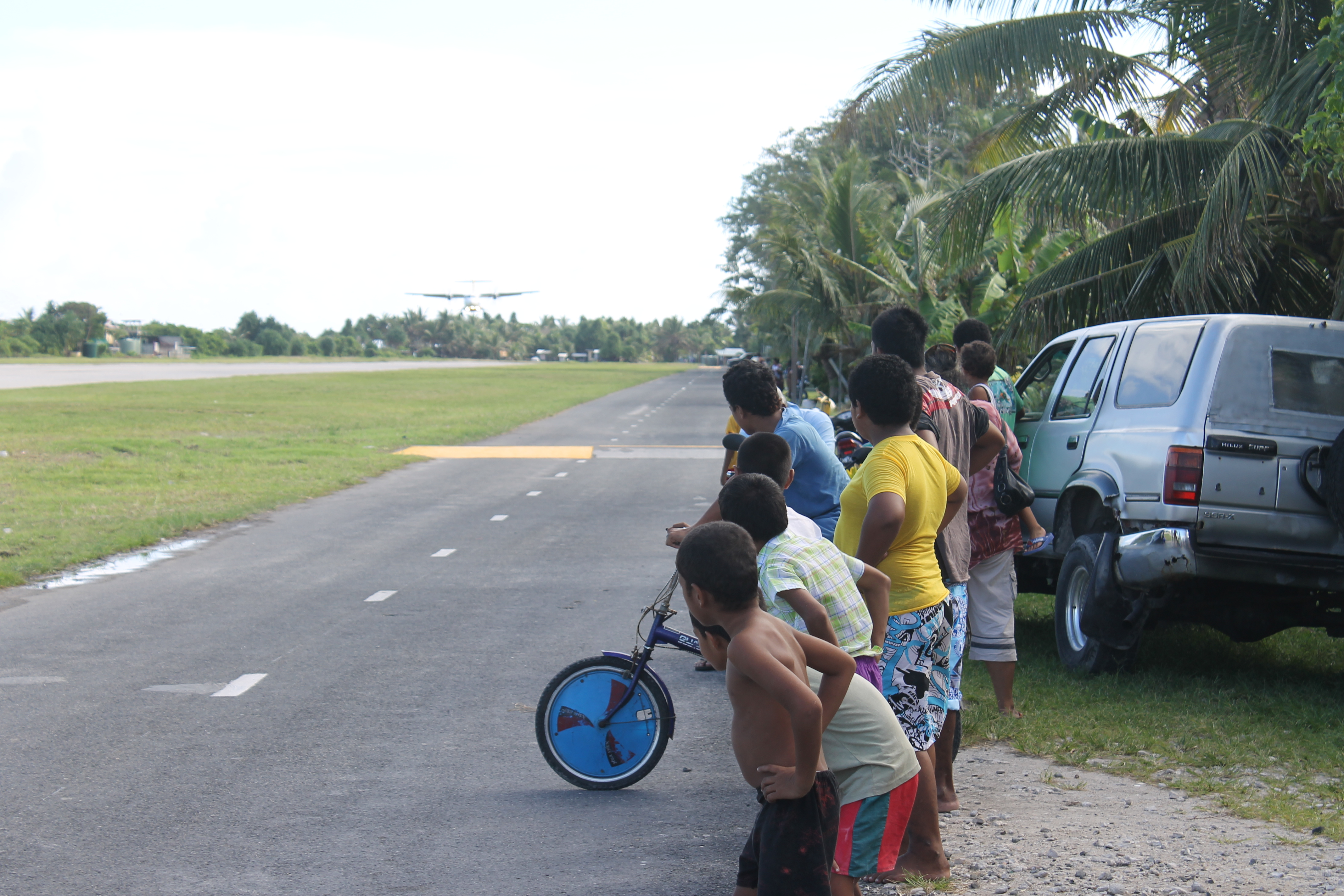
Дети смотрят на посадку самолёта в международном аэропорту Фунафути
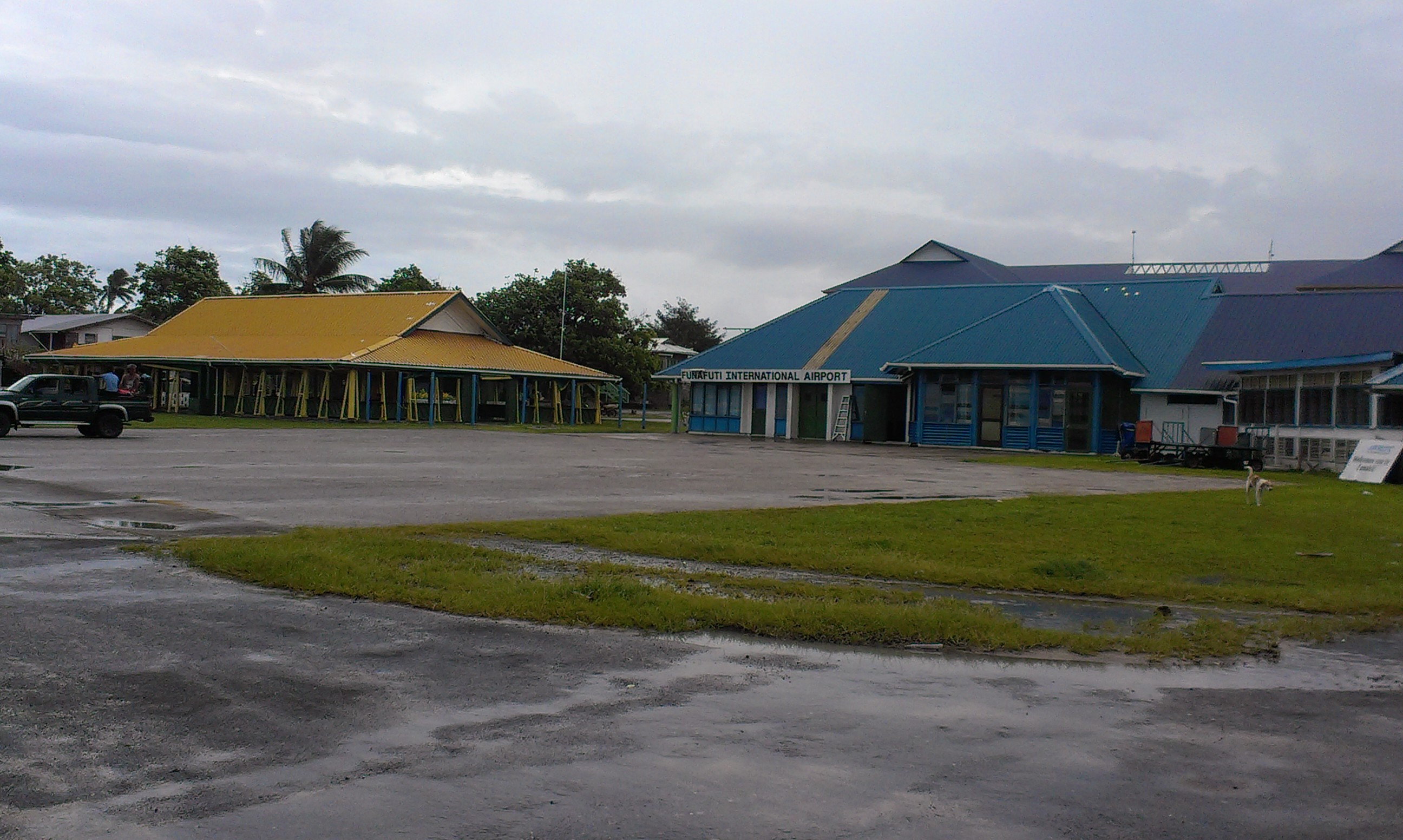
Манеаба и здание аэропорта Фунафути
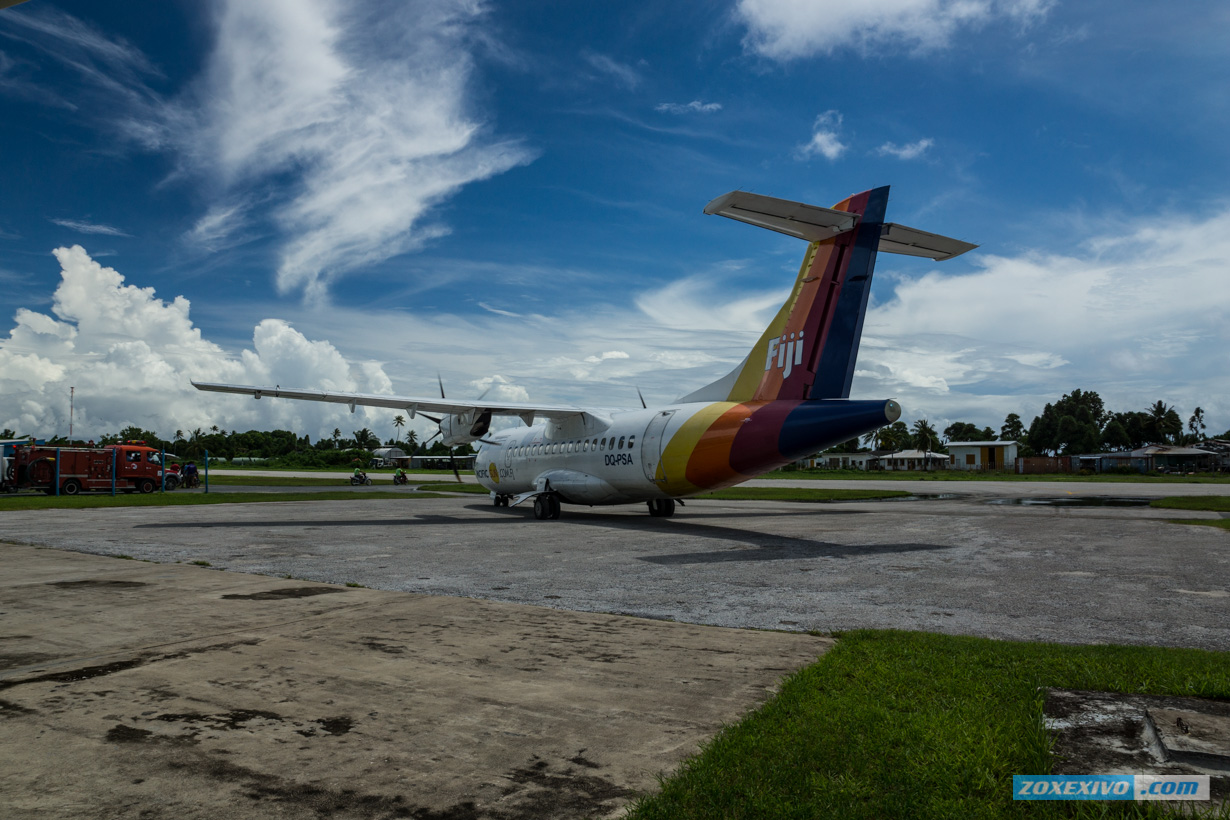
ATR 42-500 авиакомпании Pacific Sun

## Авиакомпании и пункты назначения
Fiji Airways совершала полёты в Суву на самолёте ATR 72-600.
Air Kiribati выполняла один рейс в неделю в Южную Тараву на самолётах Bombardier Dash 8.